# パウリナ・ルビオ
パウリナ・スサーナ・ルビオ・ドサマンテス（Paulina Susana Rubio Dosamantes、1971年6月17日 - ）は、メキシコ・メキシコシティ出身の歌手、女優。ポップグループTimbiricheに10歳で参加しキャリアを開始する。グループ脱退後、20歳の時にソロ歌手へ転向。2,000万枚以上のレコードを売り上げ、これまでで最も売れたラテン音楽アーティストの1人になり「ラテンポップの女王」と呼ばる。

## 経歴
- 2001年 オンダス賞、最優秀ラテン・アーティスト部門受賞
- 2002年 ロ・ヌエストロ賞、最優秀女性ポップアーティスト部門受賞
- 2005年 ロ・ヌエストロ賞、最優秀女性ポップアーティスト部門受賞

## ディスコグラフィ
- La Chica de Oro（1992年）
- 24 Kilates（1993年）
- El Tiempo Es Oro（1995年）
- Planeta Paulina（1996年）

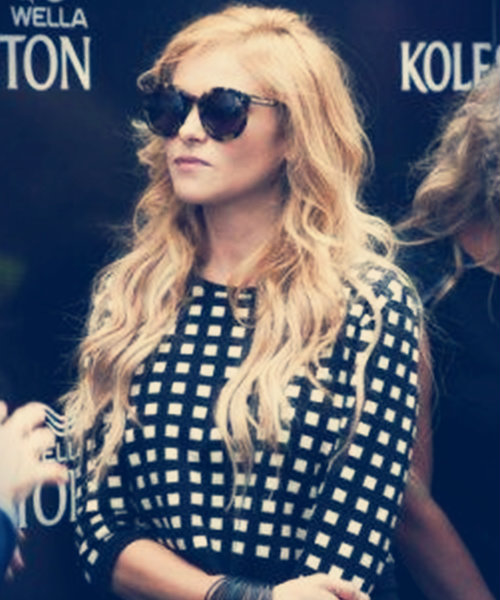
2004年のパウリナ・ルビオ

- Paulina（2000年）
- Border Girl（2002年）
- Pau-latina（2004年）
- Ananda（2006年）
- Gran City Pop（2009年）
- Brava!（2011年）
- Deseo （2018年）